# Сконе (полуостров)
Полуостров Ско́не (швед. Skåne) — южная оконечность Скандинавского полуострова, территория
Швеции. В Средние века полуостров принадлежал Дании, перешёл к Швеции в 1658 году по Роскилльскому миру. В западной части полуострова находится город Мальмё.

## Рельеф
В отличие от большей части Швеции, поверхность равнинная, с небольшим преобладанием возвышенностей. Рельеф полуострова является своеобразным переходом от гористой Швеции к равнинной Дании.
Растительность представлена смешанными хвойно-широколиственными лесами, а также широколиственными лесами из дуба и бука на бурых лесных почвах.

## Сельское хозяйство
Из сельскохозяйственных культур на полуострове выращиваются ячмень и пшеница. Кроме того, это единственный регион Швеции, где возделывается сахарная свёкла. Полуостров Сконе считается главным сельскохозяйственным регионом страны.